# Psilotris
A Psilotris a csontos halak (Osteichthyes) főosztályának a sugarasúszójú halak (Actinopterygii) osztályába, ezen belül a sügéralakúak (Perciformes) rendjébe, a gébfélék (Gobiidae) családjába és a Gobiinae alcsaládjába tartozó nem.

## Rendszerezés
A nembe az alábbi 6 faj tartozik:
- Psilotris alepis Ginsburg, 1953 - típusfaj
- Psilotris amblyrhynchus Smith & Baldwin, 1999
- Psilotris batrachodes Böhlke, 1963
- Psilotris boehlkei Greenfield, 1993
- Psilotris celsa Böhlke, 1963
- Psilotris kaufmani Greenfield, Findley & Johnson, 1993